# ویسپ (هلند)
ویسپ (به هلندی: Weesp) یک منطقهٔ مسکونی در هلند است که در هلند شمالی واقع شده‌است. ویسپ ۱ متر بالاتر از سطح دریا واقع شده‌است.